# Consuegra
| Municípios limítrofes de Consuegra                 |  |            |
| Mora • Turleque                                    |  |            |
| Urda Los Yébenes                                   |  | Madridejos |
| Villarrubia de los Ojos (província de Cidade Real) |  |            |

Consuegra é um município da Espanha na província de Toledo. Tem 358,5 km² de área e em 2021 tinha 9 942 habitantes (densidade: 27,7 hab./km²). Situa-se 64 km a sudeste de Toledo, 130 km a sul de Madrid e 68 km a noreste de Cidade Real.
A cidade foi durante vários séculos a sede do Priorado de Castela e Leão da Ordem do Hospitalária de São João de Jerusalém (Ordem de Malta). Atualmente é conhecida turisticamente sobretudo pelos seus moinhos de vento, um dos pontos da rota turística de Dom Quixote.
O topónimo "Consuegra" deriva do antigo povoado pré-romano de Consabura, que significa "confluência do rio Sabo", que se pensa que seria o nome do atual rio Amarguilho. Supõe-se que o hidrónimo é muito antigo e é proveniente do paleoeuropeu [en].

## História
Devido à importância estratégica para a transumância, os primeiros povos carpetanos assentaram-se no Cerro Calderico (onde estão atualmente os famosos moinhos de ventos) no século VI a.C.. Durante as Guerras Púnicas (264–146 a.C.) a região foi conquistada pelos romanos, que fundaram uma cidade — a antiga Consaburum mencionada por Plínio — no sopé do Cerro Calderico, ao ser abandonado o povoado situado no cimo deste. Consaburum (ou Consabura) desenvolveu-se significativamente, tornando-se a principal cidade da Carpetania [es] e um local chave nos caminhos entre o norte e o sul. Foram construídas pontes, estradas, uma barragem, um aquedutos e um circo. A cidade é mencionada por autores clássicos, como Tito Lívio, Plínio e Ptolemeu e por ela passava a estrada chamada Via Laminium.
Após a a invasão muçulmana, a maioria da população hispânica e goda permaneceu na região e o castelo da Muela [es] deve ter sido construído ou reconstruído nessa altura. Ao que parece, Consuegra estava na posse do Reino de Castela desde 1863 quando Toledo foi conquistada por Afonso VI de Leão. Em 1097, Diego Rodríguez [es], filho de Cid, o Campeador, morreu na Batalha de Consuegra [es], na qual Afonso VI foi derrotado pelos almorávidas comandados por Iúçufe ibne Taxufine. Consuegra voltou à posse dos muçulmanos, mas foi reconquistada pelos cristãos alguns anos depois. Em 1150 Afonso VII de Leão entregou o castelo ao seu vassalo Rodrigo Rodrigues.
Em 1183 a povoação e o seu alfoz foi doada por Afonso VIII de Castela à Ordem do Hospitalária de São João de Jerusalém (Ordem de Malta), que nomeou Consuegra a cabeça do seu Priorado de Castela e Leão, instalou a sua sede no castelo e concedeu um foral à vila, o qual é similar  ao de Cuenca [es]. A Ordem de São João teve um importante papel na defesa de Castela após a derrota dos castelhanos frente aos almóadas na Batalha de Alarcos em 1195. Com a vitória cristã em 1212 na Batalha de Navas de Tolosa, a região foi finalmente estabilizada. Consuegra e o seu alfoz foram então repovoados, tendo sido concedidos cartas de povoamento às localidades manchegas de Madridejos, Alcázar de San Juan, Villafranca de los Caballeros, Camuñas, Urda, Tembleque, Turleque, Villacañas, Quero, Argamasilla de Alba, Herencia, Arenas de San Juan e Villarta de San Juan.
Durante a Guerra das Comunidades de Castela Consuegra manteve-se fiel ao rei Carlos I, que concedeu à vila o título de "Muy leal". Durante esse conflito, as tropas comandadas pelo grão-prior derrotaram os comuneros em Mora, que se tinham refugiado na igreja paroquial providos duma grande quantidade de pólvora, a qual explodiu em consequência do fogo dos combates, o que provocou a morte aos rebeldes. João José de Áustria (1629–1679), filho bastardo de Filipe IV e meio-irmão de Carlos II, foi grão-prior da Ordem de São João e residiu em Consuegra e reformou o palácio e restaurou o castelo. Quando Fernando de Valenzuela, o valido de Mariana, mãe de Carlos II e regente enquanto o filho foi enor, viveu desterrado no castelo quando caiu em desgraça. Posteriormente, Consuegra tornou-se um morgado da realeza.
Durante a Guerra Peninsular, em 22 de setembro de 1809, foi travada na vila uma batalha contra o exército francês, na qual as tropas do Duque de Alburquerque foram derrotadas; a vila foi ocupado pelos franceses, que destruíram a igreja paroquial de Santa Maria a Maior, do século XII e queimaram grande parte do do arquivo da Ordem de São João, que se encontrava no castelo. A povoação foi depois libertada por tropas espanholas comandadas pelo general Francisco Javier de Elío.
A desamortização no século XIX fez com que a Ordem de São João abandonasse Consuegra. Em 11 de setembro de 1891 ocorreu uma cheia devastadora no rio Amarguilho, que destruiu as antigas pontes romanas e causou 360 mortes. A atual organização urbanística da cidade foi iniciada após essa tragédia. Em 27 de março de 1927, o rei Afonso XIII concedeu a Consuegra o título de cidade, que tinha perdido em 1097 devido à derrota na Batalla de Consuegra.

## Geografia
A cidade situa-se no sopé duma colina da região da Mancha e o município há diversas serras de pouca altitude — Valdespino, Dehesa Nueva, Sierra Luenga, la Mata, la Serna, Serrezuelas, la Gineta e la Alberquilla. O rio Amarguilho, que seca no verão, apesar de ter causado uma grande cheia em 1891, nasce nos Montes de Toledo (no município de Urda) e atravessa o município de Consuegra de oeste para leste, antes de desaguar no rio Guadiana. O principal setor económico é o primário, principalmente a agricultura (sobretudo cereais, vinha e oliveira) e a pecuária intensiva. A indústria é principalmente de têxteis e de madeira. O setor terciário é baseado no turismo, restauração e comércio.

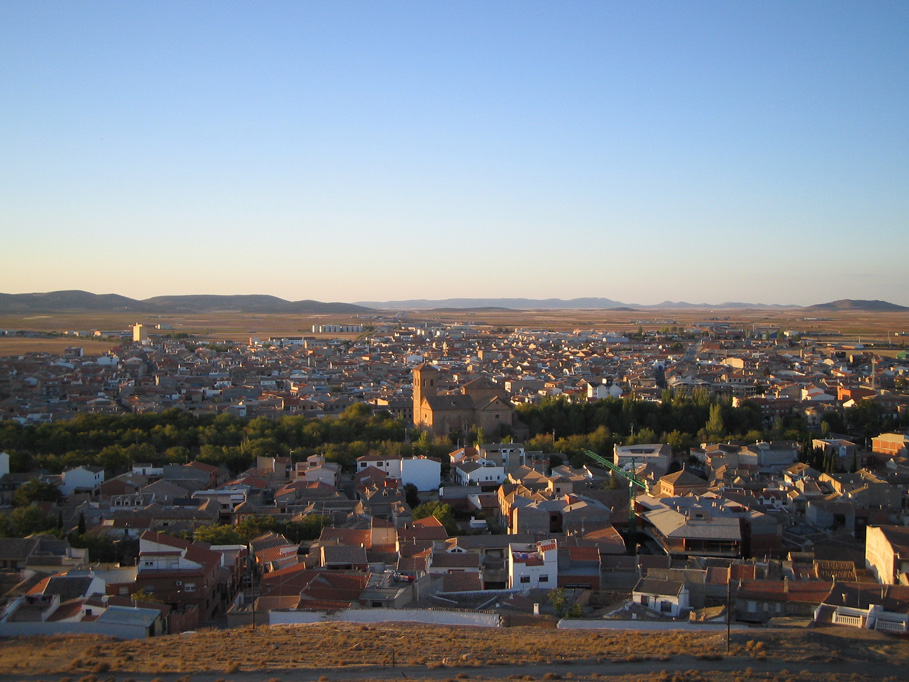
Vista da cidade

| Evolução demográfica de Consuegra                    |
|                                                      |
| Fontes: Instituto Nacional de Estatística de Espanha |

## Património arquitetónico e histórico

### Castelo

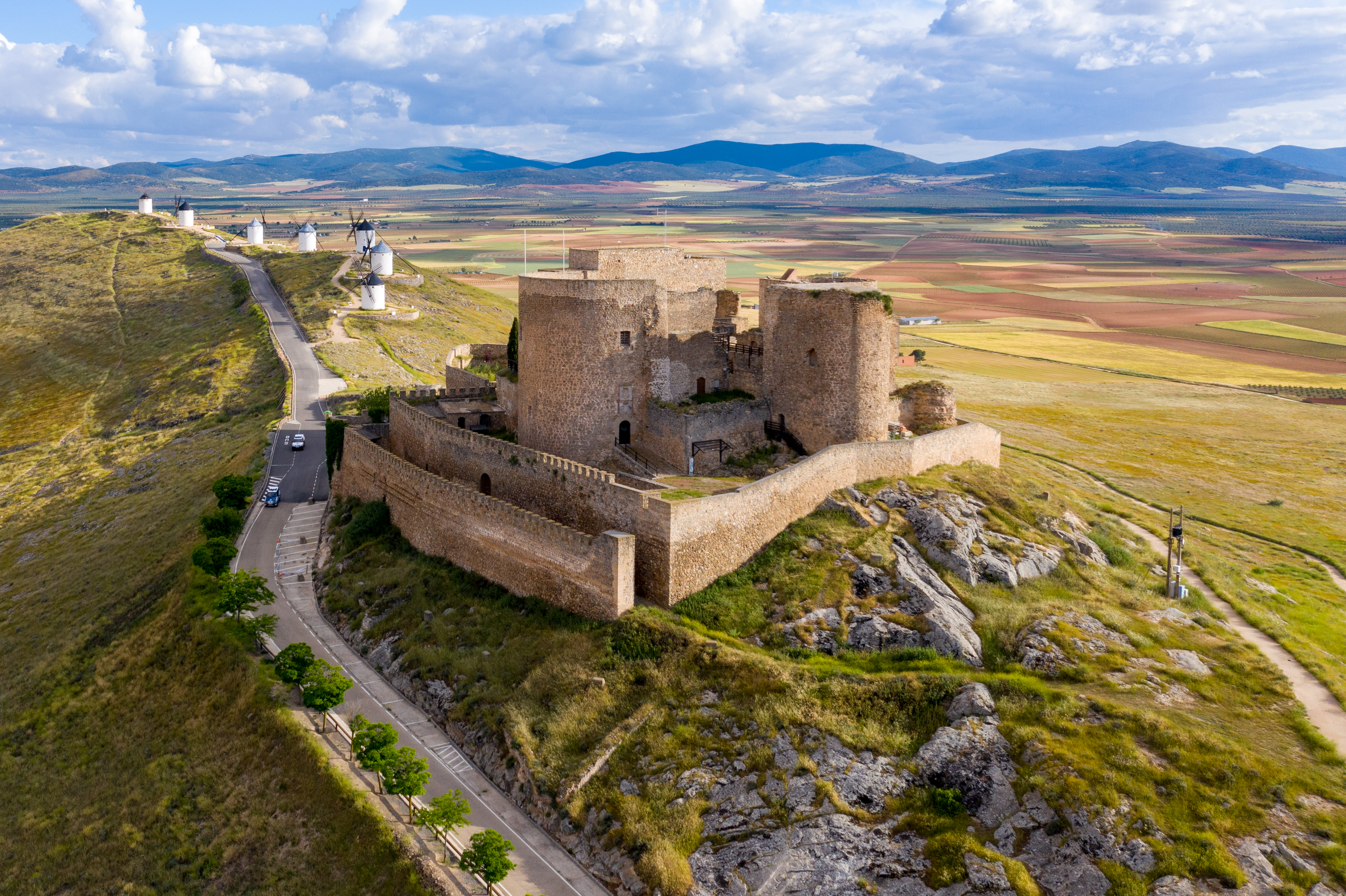
Castelo da Muela e moinhos de vento

O Castelo da Muela (Castillo de la Muela) ergue-se no cimo do Cerro Calderico, o mesmo onde se situam os moinhos de vento, no qual existiu um assentamento celtibero, provavelmente carpetano. Segundo alguns historiadores, terá sido o imperador romano Trajano (r. 98–117 d.C.) que o construiu originalmente, mas os primeiros registos históricos sobre ele situam a sua construção no século X, durante o Califado de Córdova.
Segundo uma estória cuja veracidade é muito questionável, o rei Afonso VI de Leão recebeu o castelo em 1083 como dote pelo seu casamento com a princesa andalusina Zaida, viúva dum filho de Almutâmide, o monarca abádida da Taifa de Sevilla, mas perdeu-o rapidamente e nos anos seguintes a fortaleza mudou de mãos várias vezes. Em 1097, durante ou após a Batalha de Consuegra [es], na qual os cristão foram derrotados pelos almorávidas, Diego Rodríguez [es], filho do Cid, teria morrido no castelo. Em 1098 os cristãos foram novamente derrotados, e só em 1099 é que o domínio muçulmano da região terminou definitivamente, após a vila ter sido saqueada pelas tropas em retirada. Em 1183 Afonso VIII de Castela deu Consuegra à Ordem do Hospitalária de São João de Jerusalém (Ordem de Malta), a fim de assegurar a defesa das fronteiras com os muçulmanos. A vila tornou-se então a sede do Grão-Priorado da Mancha da ordem.
Durante a Guerra Peninsular, em 1809, o castelo foi tomado por tropas francesas, que lá colocaram uma guarnição, a qual se manteve no castelo até à reconquista de Consuegra pelo general espanhol Francisco Javier de Elío. Durante a primeira metade do século XIX, na sequência da desamortização de Mendizábal, o castelo passou a ser propriedade privada. Em 1962 foi cedido ao ayuntamiento e em 1985 foi indicada a sua recuperação, com a instalação de uma escola profissional, cujas obras 2022 ainda não tinham terminado em 2022.
O castelo tem uma linha dupla de muralhas, três torreões, uma torre albarrã e um adarve exterior.

### Moinhos de vento

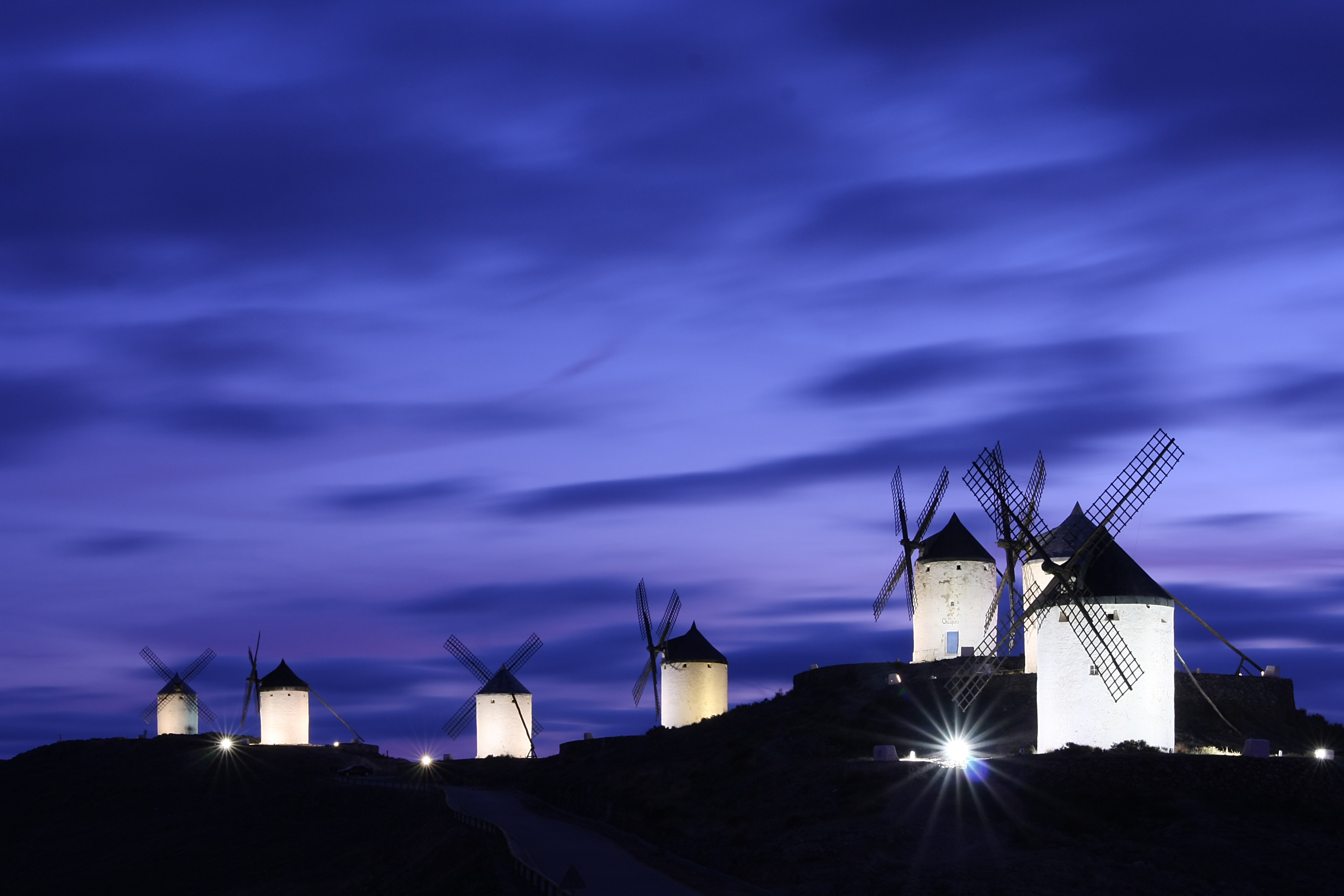
Os moinhos de vento de Consuegra à noite

Constituem a imagem de marca de Consuegra e a sua popularidade tem muito a ver com o imaginário do romance Dom Quixote de la Mancha, no qual há um episódio em que o protagonista luta contra moinhos de vento.
Os moinho situam-se no Cerro Calderico e datam do século XIX, embora alguns possam ser mais antigos, inclusivamente do século XVI. Dos treze moinhos originais, conservam-se doze: o Bolero, onde funciona um posto de turismo e onde se conserva uma mó de trigo; o Sancho, que conserva a maquinaria do século XVI e é usado na Festa do Açafrão; o Mochilas, recentemente restaurado pela escola profissional local; o Cardeño, que também foi uma casa agora desabitada; o Caballero del Verde Gabán, no qual há várias versões do Dom Quixote; o Rucio, onde estão expostos vinhos; o Espartero, onde está exposto artesanato toledano; o Clavileño, onde há fotografias e mobiliário de Andorra; o Mambrino; o Alcancía; o Vista Alegre e o Chispas.

### Igreja de São João Batista
De estilo mudéjar, foi construída em 1567 em pedra e tijolo. É de planta em cruz latina, tem um zimbório quadrangular e acessos laterais porticados. No interior conserva dois portais renascentistas. No presbitério há cinco quadros de José Beratón [es] representando o Batismo do Senhor, São José, São Joaquim e querubins com os atributos da Paixão, os quais datam de finais do século XVIII, a época em que a igreja foi remodelada pelo arquiteto real Juan de Villanueva.

### Igreja do Santíssimo Cristo da Vera Cruz

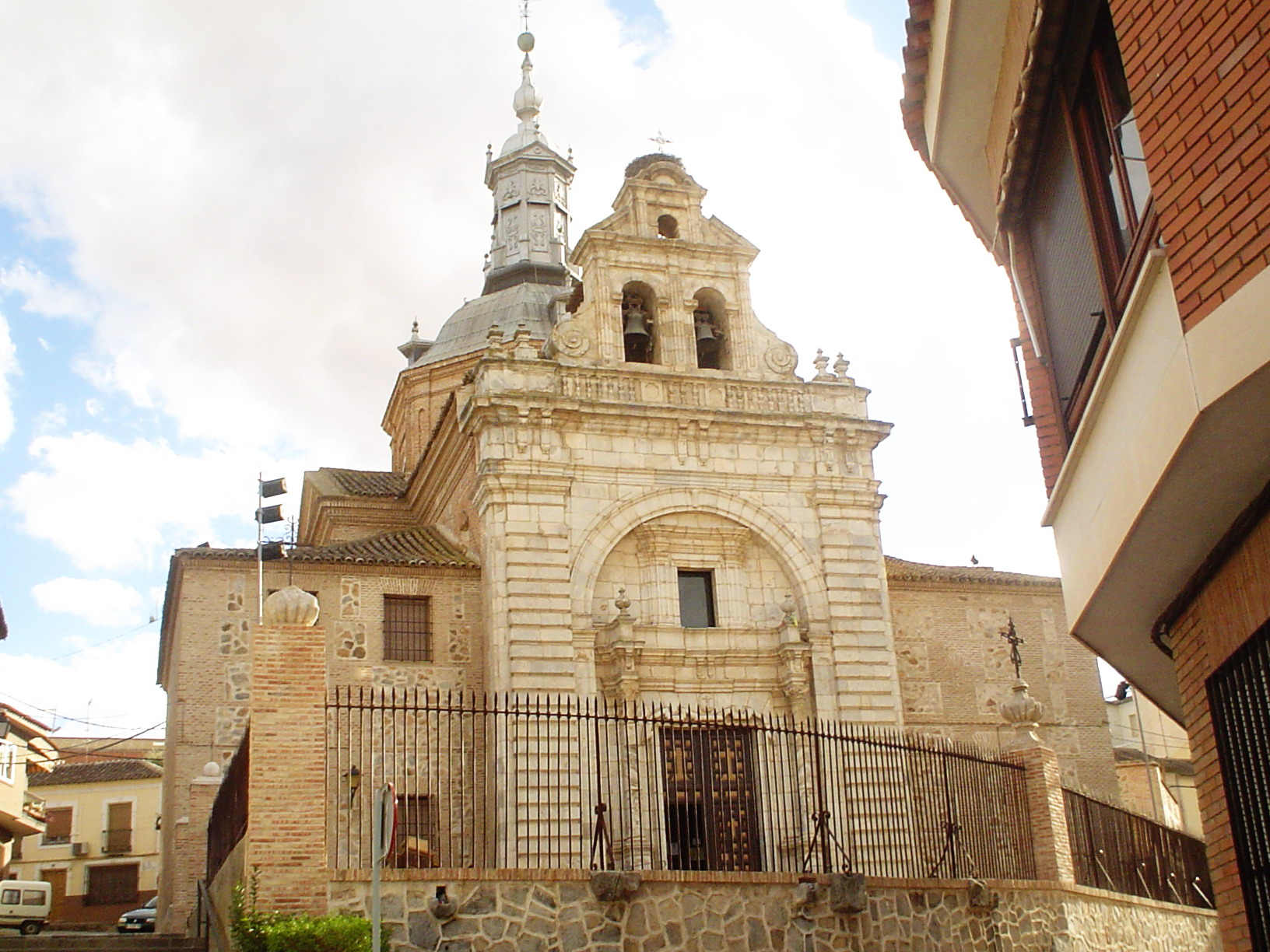
Igreja do Santíssimo Cristo da Vera Cruz

A sua construção foi iniciada em 1750, tendo sido inaugurada em 1803. É de estilo neoclássico, com planta em cruz latina e destaca-se pela sua fachada em mármore branco, onde há uma mistura de elementos barrocos e neoclássicos. No interior encontra-se a imagem do Santíssimo Cristo da Vera Cruz, padroeiro de Consuegra, e diversas imagens da Semana Santa.
Nas dependências anexas, está instalado o Museu do Cristo, onde estão expostas em três salas as doações feitas pelas gentes locais ao seu padroeiro. Na primeira sala há um retábulo portátil do século XVII, uma imagem do Menino Jesus de estilo napolitano do mesmo século, um quadro de São Raimundo Nonato uma obra do primeiro quartel do século XIX da autoria de Zacarías González Velázquez [es], várias imagens deste santo e diversas obras de ourivesaria e joalharia. Na segunda sala estão expostas várias peças de vestes litúrgicas, manteletes e panos da imagem de Cristo e uma coleção de escapulários. Numa divisão anexa há um Lignum Crucis e o respetivo documento que atesta a sua alegada autenticidade. Na terceira sala estão expostas vestes de sacerdotes e manteletes do Cristo.

### Igreja paroquial de Santa Maria a Maior
É um templo de nave de estilo mudéjar toledano, com entrada porticada, que foi construída em 1723. Na zona interior da abside há uma cripta de estilo mudéjar e restos duma edificação anterior ao edifício anterior. Também no interior, há uma imagem de Maria Santíssima a Branca, padroeira de Consuegra e os restos mortais dos beatos Diodoro Rafael, Eustaquio Luis, Felipe José e Carlos Jorge, Irmãos das Escolas Cristãs. Inicialmente foi a igreja do Convento de Santo António dos Franciscanos e passou a ser a igreja paroquial de Santa Maria quando os franciscanos abandonaram o convento, pois a primeira igreja da padroeira foi destruída pelos franceses em 1812.

### Ayuntamientoe Praça de Espanha

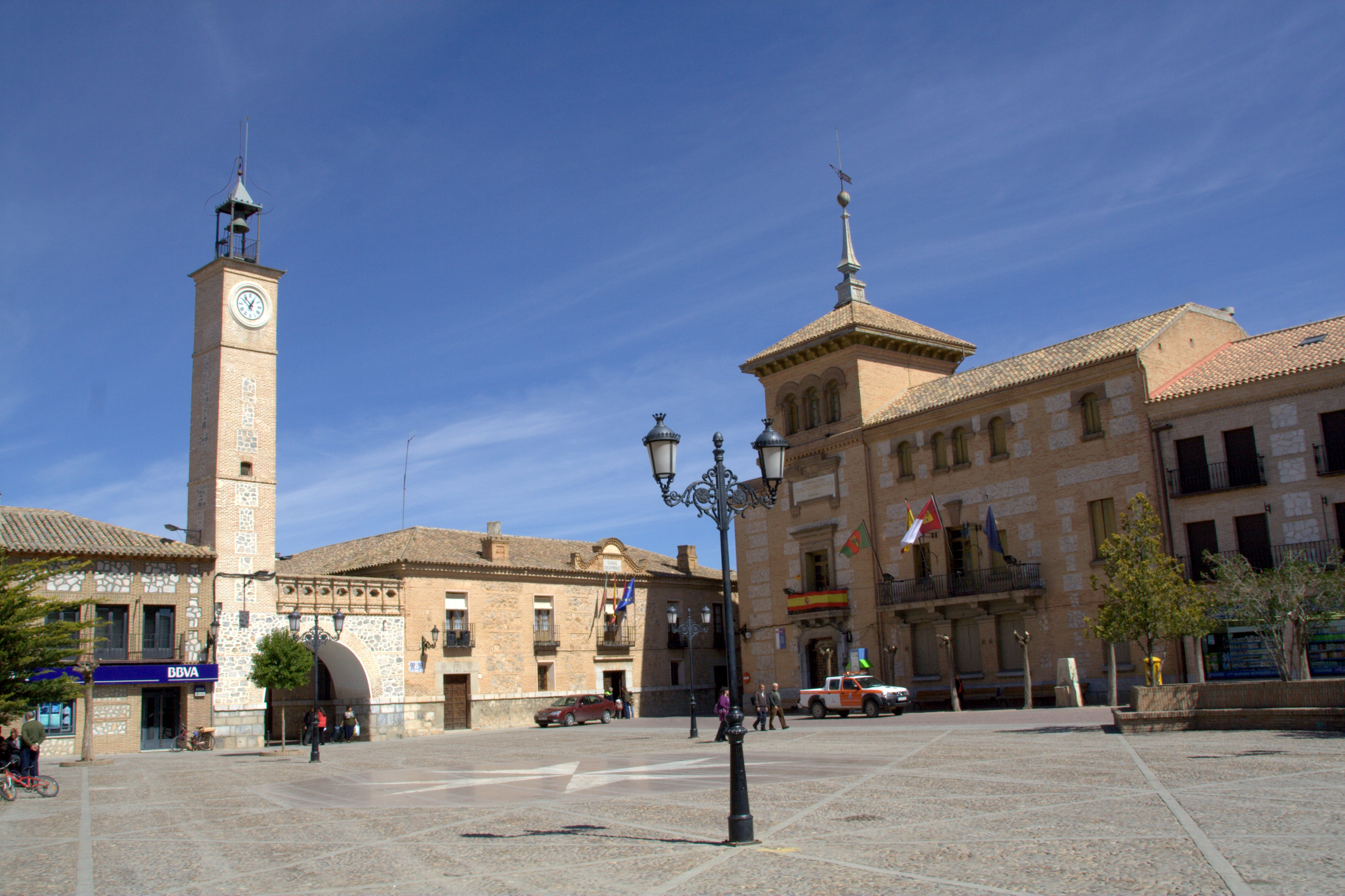
Praça de Espanha, com a sede do ayuntamiento à direita

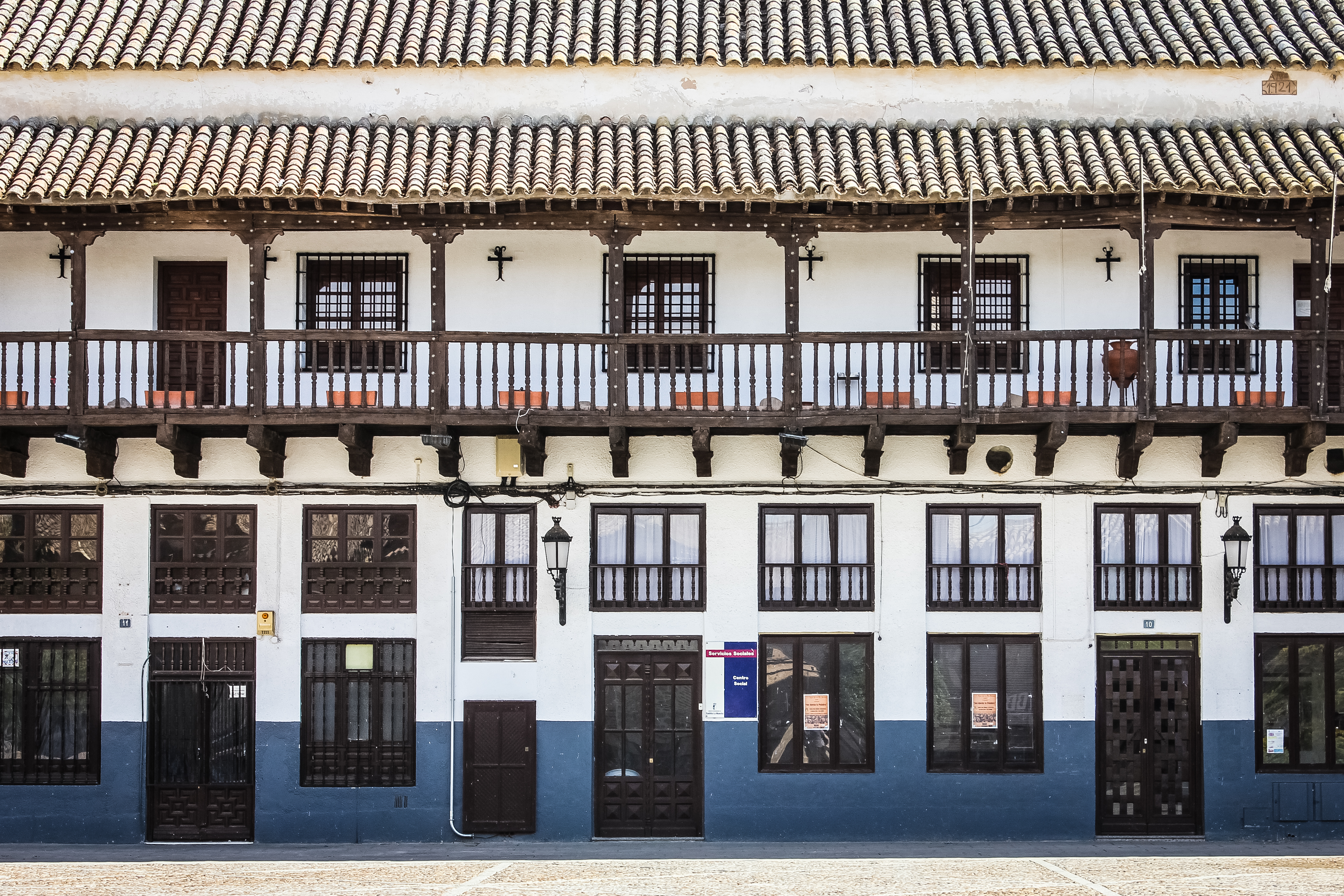
Edifício "Los Corredores", na Praça de Espanha

A Praça de Espanha situa-se no local onde era o fórum da cidade romana de Sonsabura, um local de reunião da população, uma função que ainda tem atualmente. É o local onde se realizam muitos dos atos sociais e culturais que ocorrem na cidade. É ali que se situa a sede do ayuntamiento (administração municipal), um edifício de estilo renascentista que foi construído em 1670 como pósito [es] (armazém municipal de cereais). Anexo ao edifício mediante um arco, ergue-se um torre de relógio. Na praça situa-se também o edifício "dos Corredores", do século XVII, que tem uma bela varanda de madeira, tipicamente manchega, que foi um silo, alhóndiga e sede do ayuntamiento. Atualmente aloja o museu arqueológico municipal, no são mostradas peças que vão desde o neolítico até ao século XIX. Na parte oriental da praça encontra-se o edifício de estilo historicista mudéjar toledano da Fundação Díaz Cordovés e sua esposa (Elvira Martín-Palomino y de la Mora), que no passado foi o Colégio de São Gumersindo, onde os professores eram Irmãos das Escolas Cristãs.

### Otros monumentos
- Convento de Nossa Senhora das Dores — Data do século XVII e teve origem no Convento de Santa Ana das Monjas Recoletas Bernardas. Após a desamortização do século XIX passou a ser propriedade privada, sendo depois comprado pelo ayuntamiento, que ocedeu aos franciscanos, que ali estabeleceram o noviciado das suas missões nas Filipinas. Atualmente é a Residência São Francisco de Assis para a terceira idade.

- Alfar — É um edifício de estilo popular manchego, onde há dois fornos e restos do antigo circo romano.

- Convento de São José das Reverendas Madres Carmelitas Descalças — Data de 1597 e foi erigido por disposição testamentária por Fernando Alvárez de Toledo, grão-prior da Ordem de São João, em agradecimento pela concessão à sua família do corpo de Santa Teresa de Ávila, que se encontrava e encontra em Alba de Tormes. No convento conserva-se uma carta da santa e várias de São João da Cruz.

- Casa da Tercia — Trata-se dos restos do antigo palácio dos grão-priores da Ordem de São João, do qual se conserva o torreão da entrada. Atualmente está ocupado por um estabelecimento hoteleiro. No seu pátio podem ver-se várias bases de colunas e capitéis romanos, bem como esculturas da mesma época.

- Barragem romana — Situada a alguns quilómetros do centro urbano, foi construída no século I no rio Amarguilho. Com 630 metros de comprimento, é a maior barragem romana que se conserva em bom estado.

## Festas
- 5 de janeiro — Véspera dos Reis Magos

- 17de janeiro — Festa de Santo Antão, celebrada na Igreja de São Rafael, no bairro do Imparcial, onde são benzidos animais, há rifas de roscas [es] (um tipo de bolinho) e festejos populares.

- Semana Santa — Durante este período há procissões, organizadas pelas oito confrarias da cidade: a Confraria dos Albardeiros (ou "Penitentes do Espinho"), fundada no século XVII, a Irmandade de Nossa Senhora da Soledade (1621), Congregação de Jesus Nazareno (1708), Venerável Ordem Terceira das Servas de Maria (Servitas, 1831), Cavaleiros do Santo Sepulcro (1929), Escravidão do Santíssimo Cristo da Vera Cruz (1949), Confraria da Entrada Triunfal de Jesus em Jerusalém  e de Nossa Senhora da Esperança (1951) e Arquiconfraria da Real e Ilustre Escravidão do Nosso Pai Jesus Nazareno de Medinaceli (1954).

- 15 de agosto — Recriação da batalha medieval da  Batalha de Consuegra [es]. Realizada desde 1997, quando foi comemorado o  milésimo aniversário da batalha onde morreu o filho de Cid, o Campeador, é representada a batalha entre as tropas cristãs Afonso VI de Leão e os exércitos almorávidas de Iúçufe ibne Taxufine. É um espetáculo que reúne mais de 500 participantes de Consuegra e das localidades vizinhas e atrai mais de mil visitantes. Nos últimos anos foi adicionado ao festival o chamado As~Satrany, uma representação metafórica da batalha num tabuleiro de xadrez gigante, a que se segue um miserere e uma dança macabra em honra do herói morto. As representações têm lugar na praça de touros e no castelo.

- 8 de setembro — Celebra-se a Natividade da Virgem Maria e de Nossa Senhora a Branca, padroeira da cidade.

- 20 a 25 de setembro — Festa e feira em honra do Santíssimo Cristo da Vera Cruz. São as festas mais concorridas da região, que incluem espetáculos musicais, taurinos e desportivos.

- Último fim de semana completo de outubro — Festa da rosa do açafrão, classificada como de Interesse Turístico. Realiza-se desde 1963 e inclui vários eventos, como a moagem de trigo no moinho Sancho, um concurso de descasque de açafrão, onde se premia a rapidez de extração da especiaria, um festival gastronómico, outro de música e dança folclórica, entre outros. Entre as jovens é eleita uma Dulcineia, que é acompanhada por damas de honor. Consuegra nunca esteve entre os locais mais importantes de Espanha, na produção de açafrão, mas esta foi muito importante para a economia local no passado.